# Dennis Ferrer
Dennis Ferrer é um DJ, produtor e remixer de Nova Iorque. Atualmente reside em  Union City, Nova Jérsei. Veterano da house music, Dennis já trabalhou com grandes nomes da música eletrônica como Masters At Work (MAW), Little Louie Vega, Martinez Brothers e outros notáveis produtores e DJs de Nova Iorque. Dennis é também o fundador da gravadora  Objektivity. 

## Discografia

### Solo
- The World As I See It - Defected Records (Novembro de 2006)
- My World As They Remixed It -  D:vision Records / King Street Sounds (2008)

### ComKerri Chandler
- First Steps (Mixado) - SFP Records (2000)

### Compilações
- Where I Live (com Kerri Chandler) - Bombay Records (Junho de 2003)
- Dennis Ferrer In The House - ITH Records (7 de Maio de 2007)
- House Nation 08 - (encartado na Revista Mixmag de 19 de Março de 2008)
- House Masters - ITH Records (26 de Janeiro de 2009)

## Estúdio
Um prolífico produtor e remixer, Dennis tem uma extensa coleção de produções desde que começou sua carreira em 1993.

Dennis usa os seguintes equipamentos em estúdio :
Soundelux E47, Neumann U67, Shure SM7B

Apogee Rosetta 800

PC system rodando Nuendo com UAD-1

NI Battery 3

Roland Juno-106